# Michális Chryssohoïdis
Michális Chryssohoïdis (en grec moderne : Μιχάλης Χρυσοχοΐδης), né le 31 octobre 1955 à Véria, est un homme politique grec appartenant à  la Nouvelle Démocratie (ND).
Il est député au Parlement entre 1989 et 2012, représentant d'abord l'Imathie puis l'aire urbaine d'Athènes. Entre 1999 et 2003, il est ministre de l'Ordre public, fonction qu'il retrouve entre 2009 et 2010, puis de mars à mai 2012, et depuis 2019 sous le titre de ministre de la Protection du citoyen.
En septembre 2010, il devient pour 18 mois ministre du Développement. De juin 2013 à janvier 2015, il est ministre des Transports.

## Biographie
Michális Chryssohoïdis naît le 31 octobre 1955 à Véria, chef-lieu du district septentrional d'Imathie.
Il étudie le droit à l'université Aristote de Thessalonique.

### Député
Il obtient son premier mandat parlementaire lors des élections législatives du 18 juin 1989, en étant élu député au Parlement dans la circonscription de l'Imathie. Il y est réélu systématiquement jusqu'aux élections législatives du 16 septembre 2007, lorsqu'il passe dans la deuxième circonscription d'Athènes. Il quitte l'assemblée à la clôture de la XVe législature, le 31 décembre 2014.

### Ministre
Le 19 février 1999, Michális Chryssohoïdis est nommé à 43 ans ministre de l'Ordre public à l'occasion d'un remaniement du deuxième gouvernement de Konstantínos Simítis. Reconduit en 2000, il est relevé de son poste au cours du remaniement du 7 juillet 2003.
Lorsque le Mouvement socialiste panhellénique (PASOK) retrouve le pouvoir le 7 octobre 2009, Giórgos Papandréou l'appelle dans son cabinet en tant que ministre de la Protection du citoyen, nouvelle dénomination du ministère de l'Ordre public. Le 7 septembre 2010, il devient ministre de l'Économie, de la Compétitivité et de la Marine. L'intitulé est modifié le 27 juin 2011, le terme de « développement » remplaçant celui d'« économie ».
Il est confirmé le 11 novembre 2011 dans le gouvernement d'unité nationale de Loukás Papadímos. Il retrouve le 7 mars 2012 le ministère de la Protection du citoyen, qu'il quitte dès le 17 mai suivant. Le 25 juin 2013, le conservateur Antónis Samarás élargit son gouvernement minoritaire aux socialiste, Chryssohoïdis étant alors choisi comme ministre des Infrastructures, des Transports et des Réseaux. Il quitte l'exécutif quand Samarás quitte le pouvoir, en janvier 2015.
Il retourne une nouvelle fois au sein du gouvernement, lorsque le nouveau Premier ministre conservateur Kyriákos Mitsotákis le désigne ministre de la Protection du citoyen. Les socialistes siégeant cette fois-ci dans l'opposition, Michális Chryssohoïdis est exclu du PASOK, dont il était membre depuis 1974.